# Nagelringen
Nagelringen (westallgäuerisch: in Naglringə dundə) ist ein Gemeindeteil der Gemeinde Maierhöfen im bayerisch-schwäbischen Landkreis Lindau (Bodensee).

## Geographie
Die Einöde liegt circa 1,5 Kilometer nordöstlich des Hauptorts Maierhöfen und zählt zur Region Westallgäu. Östlich der Ortschaft verläuft die Ländergrenze zu Isny im Allgäu in Baden-Württemberg und zudem befindet sich dort das Naturschutzgebiet Hengelesweiher.

## Ortsname
Der Ortsname bezieht sich auf den Namen eines Schwertes, der „mit genageltem Knauf“ bedeutet. Vermutlich wurde der Begriff als Personen(über)namen verwendet und somit würde der Ortsname Siedlung des Nagelring bedeuten. Durch die klare Ortsnamen-Präposition „in“ in den historischen Belegen könnte der Ortsname sehr alt sein.

## Geschichte
Nagelringen wurde erstmals urkundlich im Jahr 1290 als Nagilrinc erwähnt. Der Ort gehörte einst dem Kloster Mehrerau und später dem Gericht Grünenbach in der Herrschaft Bregenz an.